# Napoleon Leon Łubieński

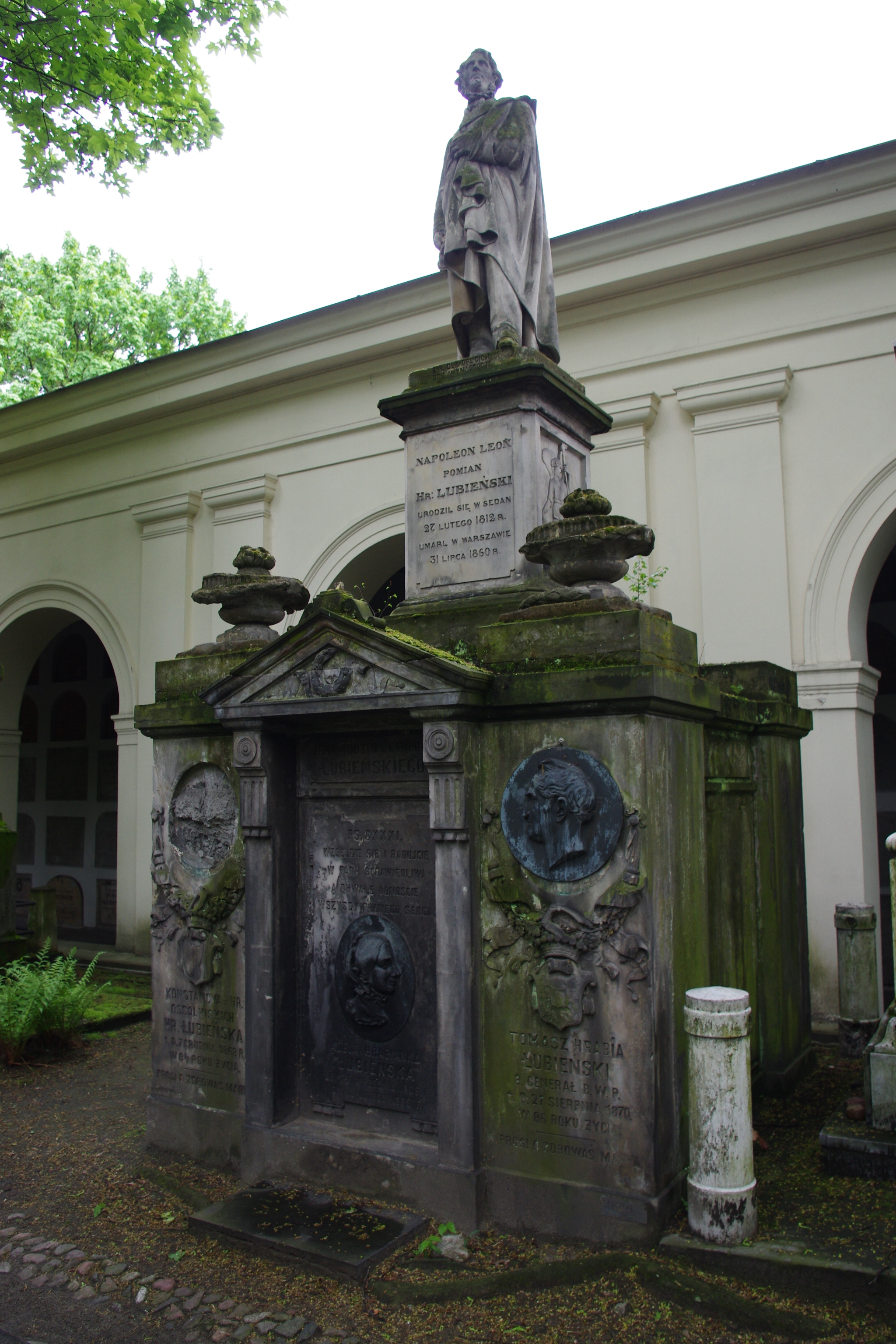
Grób Napoleona Leona Łubieńskiego na Starych Powązkach w Warszawie

Napoleon Leon Łubieński herbu Pomian (ur. 27 lutego 1812 w Sedanie, we Francji, zm. 31 lipca 1860). Syn Tomasza i Konstancji Ossolińskiej, brat artystki amatorki Adeli Łubieńskiej. Wychowanek Liceum Warszawskiego. Skończył studia na Uniwersytecie Edynburskim, gdzie był członkiem Speculative Society. Po powrocie do kraju pracował w Banku Polskim.
Był działaczem kultury, bibliofilem i urzędnikiem państwowym.
Członek Towarzystwa Rolniczego w Królestwie Polskim w 1858 roku.
Pochowany został na cmentarzu Powązkowskim w Warszawie (aleja katakumbowa, grób 54/55).